# 傷心街角戀人
《傷心街角戀人》（韓語：접속），是一部於1997年上映的韓國電影。由執導《黃真伊》的張允炫導演，韓石圭、全道嬿主演，本片票房總和高達674,933萬於1997年票房排名第二僅次於崔真實、朴新陽主演的情書。

## 劇情介紹
一天，電台DJ東賢（韓石圭 飾）收到一張由The Velvet Underground出的黑膠唱片，唱片裡其中一首歌Pale Blue Eyes是東賢前女友喜歡的一首歌。同時，電話銷售員秀玄（全道嬿 飾）在駕車的途中聽著東賢主持的電台節目所播放的歌曲Pale Blue Eyes。隨後，便親眼目睹另一輛車發生的車禍，車禍中的人正是東賢的前女友。也因為這個緣故而秀玄便想尋找The Velvet Underground的黑膠唱片。
第二天，東賢照著收到的黑膠唱片中的電郵地址而加到了秀玄，秀玄的電子郵箱取名為「女人乙」，而東賢的電子郵箱取名為「Happy Ending」,後來他們漸漸的越聊越投契便相約出來，但總是錯過機會...

## 演員陣容
- 韓石圭 飾 東賢
- 全道嬿 飾 秀玄
- 秋相美 飾 恩熙，東賢的同事
- 金太祐 飾 基哲，秀玄好友的男友
- 朴用收 飾 泰浩，東賢的上司

### 特別出演
- 李凡秀 飾 運送員

## 獎項
| - 第35屆大鐘獎（1997年） - 「最佳女配角獎」：秋相美 - 「最佳企劃獎」：沈載明 - 第18屆青龍電影獎（1997年） - 「最佳電影獎」 - 「最佳導演獎」：張允炫 - 「最佳女主角獎」：全道嬿 - 「最佳女配角獎」：秋相美 - 「最佳新導演獎」：張允炫 | - 第35屆大鐘獎（1997年） - 「最佳電影獎」 - 「最佳改編劇本獎」：金恩貞 - 「最佳剪接獎」：朴曲之 - 「最佳燈光獎」：林栽瑩 - 「最佳新導演獎」：張允炫 - 「最佳女新人獎」：全道嬿 - 第18屆青龍電影獎（1997年） - 「最佳女新人獎」：全道嬿 - 「韓國電影最多觀眾獎」 - 第1屆富川國際奇幻電影節（1997年） - 「網上人氣獎」 - 第34屆百想藝術大獎 - 電影部門（1998年） - 「女子人氣獎」：全道嬿 - 第18屆韓國電影評論家協會獎（1998年） - 「最佳音樂獎」：崔萬植 - 「最佳技術獎」：林栽瑩（燈光） - 「最佳新導演獎」：張允炫 - 「最佳女新人獎」：全道嬿 |

## 外部連結
- 互联网电影数据库（IMDb）上《傷心街角戀人》的资料（英文）
- 韩国电影数据库（KMDb）上《傷心街角戀人》的資料
- CINE21 （页面存档备份，存于）